# Ili-pada
Ili-pada (Ilī-padâ), odczytywane też Ili-hadda (Ili-ḫadda) – członek bocznej linii asyryjskiej rodziny królewskiej, pełniący urząd „wielkiego wezyra” (sukkallu rabiu) na dworze asyryjskiego króla Aszur-nirari III (1202-1197 p.n.e.). Zarządzał asyryjską prowincją Hanigalbat i nosił nadany mu przez króla asyryjskiego honorowy tytuł „króla Hanigalbatu” (šar māt Ḫanigalbat). W obraźliwym liście wysłanym przez babilońskiego króla Adad-szuma-usura (1216-1187 p.n.e.), zachowanym w późniejszych nowoasyryjskich kopiach, Aszur-nirari III i Ili-pada nazywani są „dwoma królami Asyrii”. 
Zgodnie z Asyryjską listą królów rodzina Ili-pady wywodziła swe początki od asyryjskiego króla Eriba-Adada I (1390-1364 p.n.e.). Innym ważnym jego przodkiem był Ibaszi-ili (Ibašši-ilī), syn Adad-nirari I (1305-1274 p.n.e.) i brat Salmanasara I (1273-1244 p.n.e.). Po objęciu władzy Salmanasar I przekazał swemu bratu Ibaszi-ili i jego następcom zarząd nad nowo utworzoną asyryjską prowincją Hanigalbat. Potomkowie Ibaszi-ili mieli prawo do noszenia dziedzicznego tytułu „wezyra” (sukkallu), a niektórzy z nich mogli też za zgodą króla nosić honorowy tytuł „króla Hanigalbatu”. Wiadomo, iż tytuł „wezyra” i „wielkiego wezyra”  nosił Aszur-iddin, ojciec Ili-pady, a Qibi-Aszur, dziad Ili-pady, nosił - podobnie jak sam Ili-pada - zarówno tytuł „wielkiego wezyra” jak i tytuł „króla Hanigalbatu”. 
Informacje dotyczące Ili-pady sięgają czasów Tukulti-Ninurty I (1243-1207 p.n.e.), kiedy to pełnić miał on urząd limmu (eponima). Eponimami za rządów Tukulti-Ninurty I byli też jego bracia, Ninu’aju i Qarrad-Aszur. Ili-pada zamieszany był najprawdopodobniej w spisek Aszur-nadin-apli (1206-1203 p.n.e.), syna Tukulti-Ninurty I, w którym Tukulti-Ninurta I został zamordowany. Ninurta-apil-Ekur (1191-1179 p.n.e.), syn Ili-pady, zastąpił na tronie Asyrii Enlil-kudurri-usura (1196-1192 p.n.e.), innego syna Tukulti-Ninurty I, dając tym samym początek nowej dynastii władców asyryjskich. Drugi syn Ili-pady o imieniu Mardukija pełnił urząd eponima za rządów Tukulti-Ninurty I lub Enlil-kudurri-usura.